# Koeficient termičnega raztezka
Koeficient termičnega raztezka (oznaka navadno z α) nam pove, za kolikšen faktor se spremeni prostornina, če se spremeni temperatura za 1 K. Navadno se privzame, da je tlak okolice konstanta.